# بوبو (تیکاره)
بوبو شهری در شهرستان تیکاره در استان بام در بورکینافاسوی شمالی است و جمعیت آن ۱ نفر است.